# نهر كولفا (أوسا)
كولفا ((بالروسية: Колва)‏) هو نهر يقع في أوكروغ نينيتس الذاتية وجمهورية كومي في روسيا. وهو رافد أيمن لنهر أوسا التابع لنهر بيتشورا. يبلغ طوله حوالي 564 كـم (350 ميل). ومساحة حوضه 18,100 كـم2 (7,000 ميل2). يتجمد نهر كولفا في أواخر نوفمبر ويبقى تحت الجليد حتى منتصف مايو.